# تیاپرید
تیاپرید (به انگلیسی: Tiapride) با فرمول شیمیایی C۱۵H۲۴N۲O۴S یک ترکیب شیمیایی با شناسه پاب‌کم ۵۴۶۷ است. که جرم مولی آن ۳۲۸٫۴۲۷۰۶ g/mol می‌باشد. 